# Istmia
Istmia – wieś w Grecji na Przesmyku Korynckim, w starożytności miasto.
Od początku VI wieku p.n.e. miasto nabrało znaczenia, gdyż stało się miejscem odbywania igrzysk panhelleńskich nazywanych igrzyskami istmijskimi. Było również miejscem spotkań przedstawicieli greckich polis, radzących o ważnych sprawach.
Pozostałości miasta znajdują się pomiędzy współczesną Istmią a położoną bardziej w głębi lądu wioską Kira Vrisi.